# シラビソ
シラビソ（白檜曽、学名: Abies veitchii）は、マツ科モミ属の常緑高木で、日本の固有種である。亜高山に生える。別名はシラベ。

## 分布・生育環境
日本の本州と四国にのみ生育する。具体的には山形・宮城県境の蔵王から中部山岳地帯・紀伊半島の大峰山系、四国の剣山・石鎚山まで分布する。ウラジロモミより更に上部、海抜1,500メートルから2,500メートルの亜高山帯に分布する。四国に分布するものは、シコクシラベ Abies veitchii var. reflexa という変種として扱われる（詳細は#シコクシラベを参照）。関東から中部地方にかけての亜高山帯林において、オオシラビソ（Abies mariesii）と混生するが、比較すると太平洋側の雪の少ない山岳ではシラビソが、日本海側の多雪地ではオオシラビソが比較的優勢である。オオシラビソは、本州の中部地方以北に分布する。

## 形態・生態
常緑針葉樹の高木。樹皮は灰白色で、ほぼ滑らかである。樹脂があるところが横に膨らみ、コケなどがつくことも多い。若い枝には灰褐色の毛がある。冬芽は雄花、雌花ともに葉腋につくが、雌花は幹上部の枝につく。頂芽（葉芽）はほぼ球形で樹枝が被る。芽吹きの葉は、冬芽の芽鱗を持ち上げて出てくる。
花期は5 - 6月。球果は4 - 6センチメートルとかなり小型で、成熟すると暗青紫色になる。樹高は大木では35メートル以上に達する場合もあるが、自生地が標高の高い山岳地帯であるため、多雪・強風・土壌の貧弱など過酷な自然環境により、大木となることはかなりまれである。また、寿命も数十年程度と、樹木としては比較的短い場合が多い。混生することが多いオオシラビソとはよく似ているが、枝からの葉の生え方に違いがあり、上から見ると、シラビソは枝がよく見えるのに対して、オオシラビソは葉が枝を隠すように生えていることで区別ができる。また、球果の先端がオオシラビソでは丸みを帯びているのに対して、シラビソでは先端が尖っている。
八ヶ岳の北横岳・縞枯山では、同一地域のシラビソとオオシラビソが一斉に枯死 → 稚樹が一斉に成長 → 同じくらいの寿命で再び一斉に枯死というサイクルを繰り返し、白い枯れ木と緑の樹木が帯状に連なっているため、「縞枯現象」と呼ばれる。この「縞」は、木の生長のサイクルに従って、数十年単位で山頂方向にゆっくりと移動している。
北海道・千島列島・樺太に分布するトドマツと近縁で、最終氷期、またはそれ以前の氷期に本州まで南下してきたトドマツが、氷期の終了とともに本州中部の山岳地に取り残されたものの子孫と考えられる。大量の積雪に弱いため、現在の東北地方の日本海側にはまったく分布せず、太平洋側でも蔵王より北には分布しない。この分布パターンやそれに至る経緯は、トウヒ属のトウヒとエゾマツに類似している。

## 変種、品種
シラビソの変種、品種として下記のものがある。
- Abies veitchii Lindl. シラビソ
  - var. veitchii
    - f. komagatakensis (Hayashi) Yonek. コマガタケシラベ
    - f. olivacea (Shiras.) Kusaka アオシラベ

  - var. reflexa シコクシラベ（syn.: var. shikokiana）
    - f. viridis (Kusaka) Kusaka アオシコクシラベ

### シコクシラベ

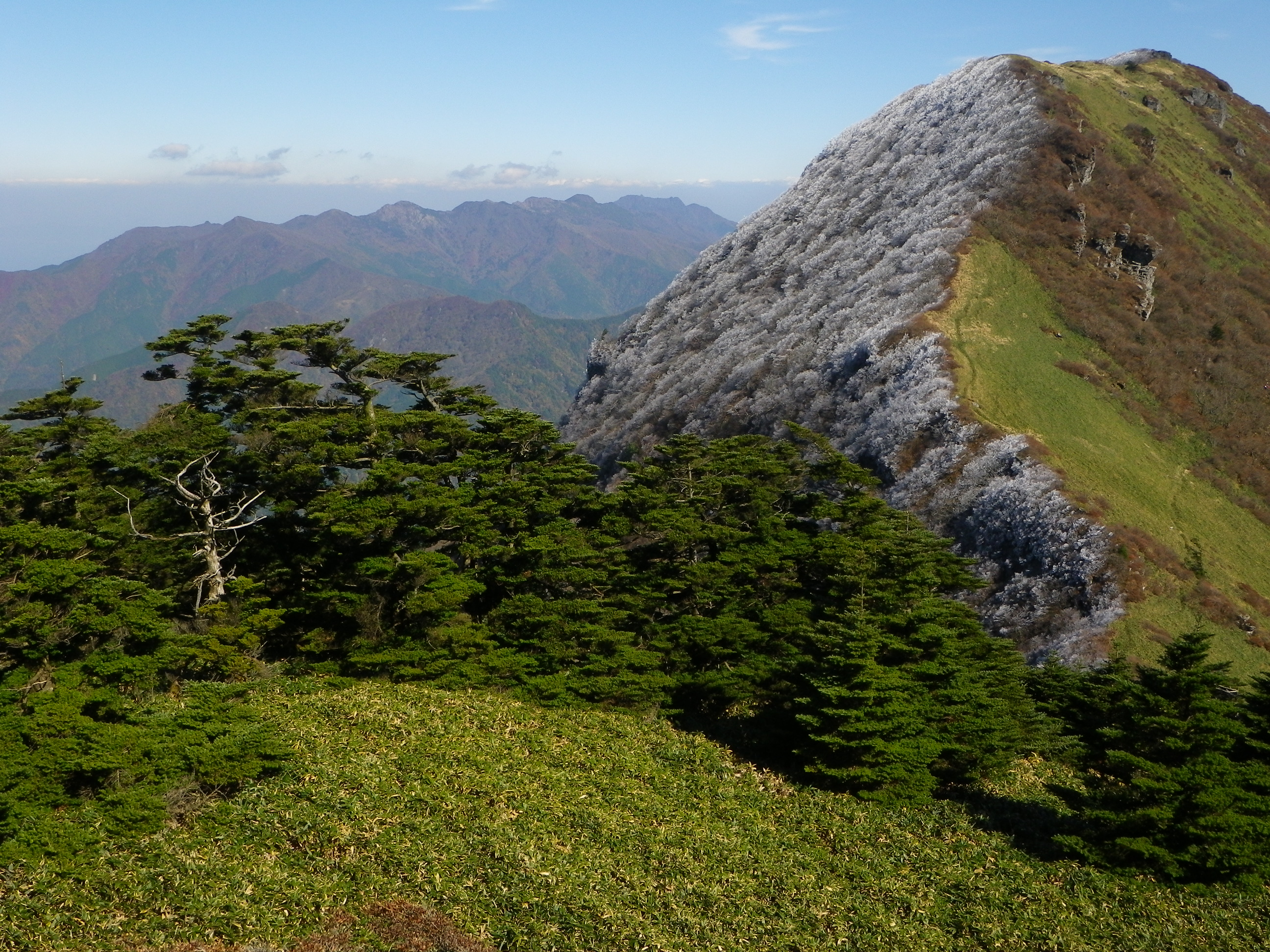
笹ヶ峰のシコクシラベ群落

四国におけるシラビソの分類をめぐっては様々な紆余曲折を経ている。1916年、小泉源一は Abies veitchii var. reflexa を記載し、タイプ産地を四国の剣山および石鎚山とした。その一方で小泉は1925年、徳島県剣山にチョウセンシラベ（Abies koreana E.H.Wilson）が見られるとした。1928年、中井猛之進はモミ属の新種として Abies sikokiana を記載し、高知県の山地でS・ウエタにより採取された標本がタイプとされた。なおこの際に Koidzumi (1925) のチョウセンシラベがこの新種の誤同定であったとされ、新種の比較対象としてもチョウセンシラベが選ばれた。この新種に対する和名「シコクシラベ」の使用は遅くとも翌1929年7月には既に見られた。1954年に草下正夫は葉の形態の比較を根拠としてシラビソの変種 Abies veitchii var. sikokiana とした。なおこの際に「シラビソの苞鱗の超出して反巻する型に対しては小泉源一博士により Abies Veitschii var. reflexa Koidzumi なる学名が付されているので, その性質を重視する場合には小泉博士の学名を用いねばならない」とも述べられている。分布域は石鎚山系（二ノ森、石鎚山周辺）、笹ヶ峰、剣山系（剣山、一ノ森周辺）の標高約1,700メートルより上部の極限られた領域である。
しかし、1957年に矢頭献一は長野県の西駒ヶ岳、奈良県の大峰山脈（頂仙岳、弥山）そして四国は石鎚山のシラビソの毬果や葉の解剖的性質の比較を行い、四国産のものと本州のものを区別する必要はないと発表した。山中二男も1981年に四国と紀伊半島のシラビソを比較して、区別の必要はないとの見解を示している。山中はさらに1991年、A. sikokiana 記載時に A. veitchii var. reflexa に関する言及は一切ないものの、A. sikokiana のパラタイプである小泉採取の石鎚山産や剣山産のものやJ・二階により採取された剣山産のもの計3点に関して、A. veitschii var. reflexa 記載時に触れられた剣山産および石鎚山産標本と異なるものであるとは考えにくいとする見解も表明している。また、四国産のシラビソに関して Nakai (1928) より後に「苞鱗の相違がとりあげられた例はな」いとし、A. veitschii var. sikokiana という学名を用いることには問題があるとも述べている。キュー植物園系データベース Plants of the World Online ではあくまでも Abies veitchii var. sikokiana が正名とされているが、結局米倉浩司らの管理するデータベースYListにおいては 山中 (1991) を根拠として Abies veitschii var. reflexa を有効とする見解が取られている。従って石鎚山系のシラビソは南限に相当する。
四国産のシラビソをめぐる分類の経緯を箇条書きの形で示すと、以下のようになる。
- Koidzumi (1916): シラビソの変種として var. reflexa が記載される。タイプ産地として四国の剣山および石鎚山が挙げられた。
- Koidzumi (1925): チョウセンシラビソと誤同定される。
- Nakai (1928): Koidzumi (1925) の件を誤同定とし、新種 Abies sikokiana として記載。パラタイプとして小泉が採取した石鎚山産や剣山産のもの、それにJ・二階により採取された剣山産のもの3点が引用されるが、A. veitchii var. reflexa に関する言及は一切なし。記載時の比較対象はチョウセンシラビソ。
- 岩田 & 草下 (1954): 草下により葉の形態の比較を根拠としてシラビソの変種とされる。同時に「シラビソの苞鱗の超出して反巻する型に対しては小泉源一博士により Abies Veitschii var. reflexa Koidzumi なる学名が付されているので, その性質を重視する場合には小泉博士の学名を用いねばならない」ともされた。
- 矢頭 (1957): 長野県、奈良県、四国（石鎚山）のシラビソの毬果や葉の形態を解剖的に比較検討し、四国産のものを本州産のものと区別する必要はないとした。
- 山中 (1991): Koidzumi (1916) の挙げた A. veitschii var. reflexa のタイプと Nakai (1928) の A. sikokiana 記載時のパラタイプが異なるものとは考えにくいとの見解が示される。また、四国産のシラビソに関して Nakai (1928) より後に「苞鱗の相違がとりあげられた例はな」いとし、A. veitschii var. sikokiana という学名を用いることに問題があるともした。

四国のシラビソは最終氷期に南下したものの遺存植物とされており、その後の温暖化によりブナやササ類の進入により追いつめられて、高所の岩礫地など条件の厳しい場所に辛うじて生育しているものとされる。さらに将来、腐植の堆積によるササの進入や地球温暖化による成育域の逼塞が懸念されている。愛媛県では準絶滅危惧種、徳島県および高知県では絶滅危惧II類に指定されている。また2011年に発表されたIUCNレッドリストではシコクシラベは危急種とされている。